# Never Send a Man to Match a Ribbon
Never Send a Man to Match a Ribbon è un cortometraggio muto del 1910 diretto da Lewin Fitzhamon.

## Trama
Spedito a comperare qualche nastro, un marito torna con un po' di tutto, dai nastri ai cani.

## Produzione
Il film fu prodotto dalla Hepworth.

## Distribuzione
Distribuito dalla Hepworth, il film - un cortometraggio di 137,16 metri - uscì nelle sale cinematografiche britanniche nel luglio 1910.
Si conoscono pochi dati del film che, prodotto dalla Hepworth, fu distrutto nel 1924 dallo stesso produttore, Cecil M. Hepworth. Fallito, in gravissime difficoltà finanziarie, il produttore pensò in questo modo di poter almeno recuperare il nitrato d'argento della pellicola.